# Distribución cosmopolita
En biogeografía se denomina distribución cosmopolita a un taxón biológico que se distribuye por todo o la mayor parte del mundo. Se dice entonces que el taxón presenta cosmopolitismo.

El extremo opuesto se denomina endemismo.
Se aplica a taxones de todos los niveles, especie,  género, familia, etc.

## Aspectos y grados
El término «distribución cosmopolita» por lo general no debe tomarse literalmente, porque a menudo se aplica de manera vaga en varios contextos. Por lo general, la intención no es incluir regiones polares, altitudes extremas, océanos, desiertos o islas pequeñas y aisladas. Por ejemplo, la mosca doméstica es casi tan cosmopolita como cualquier especie animal, pero su distribución no es ni oceánica ni polar. De forma similar, el término «maleza cosmopolita» no implica más que la planta en cuestión se encuentra en todos los continentes excepto en la Antártida; no pretende sugerir que la especie esté presente en todas las regiones de cada continente. Al igual que el tiburón (Cetorhinus maximus), también descrito como cosmopolita, se distribuye por los océanos, no por hábitats terrestres.

## Distribución oceánica y terrestre
Otro concepto en biogeografía es el de cosmopolitismo y endemismo oceánico. Aunque existe la tentación de considerar el océano mundial como un medio sin fronteras biológicas, esto está lejos de la realidad; muchas barreras físicas y biológicas interfieren con la propagación o la residencia continua de muchas especies. Por ejemplo, los gradientes de temperatura impiden la libre migración de especies tropicales entre los océanos Atlántico e Índico-Pacífico, aunque haya un paso abierto entre las masas continentales como las Américas y África/Eurasia. Una vez más, en lo que respecta a muchas especies, el Océano Austral y las regiones marinas del Norte están completamente aisladas unas de otras por las temperaturas intolerables de las regiones tropicales. A la luz de tales consideraciones, no sorprende descubrir que el endemismo y el cosmopolitismo están tan marcados en los océanos como en la tierra.